# De Wolden
De Wolden (phát âmⓘ) là một đô thị ở đông bắc Hà Lan, ở tỉnh Drenthe. Đô thị này có diện tích đất 224,78 ki-lô-mét vuông, dân số đầu năm 2007 là 23.593 người.

## Các trung tâm dân cư
Alteveer, Anholt, Ansen, Armweide, Bazuin, Benderse, Berghuizen, Blijdenstein, Bloemberg, Braamberg, Buitenhuizen, Bultinge, De Oude Tol, De Stapel, De Stuw, De Tippe, De Wijk, Dijkhuizen, Dickninge, Drogt, Drogteropslagen, Dunnigen, Echten, Eemten, Engeland, Eursinge, Fort, Gijsselte, Haakswold, Haalweide, Hees, Hoge Linthorst, Kerkenveld, Koekange, Koekangerveld, Kraloo, Leeuwte, Linde, Lubbinge, Lunssloten, Middelveen, Nolde, Oldenhave, Oosteinde, Oosterwijk, Oshaar, Oud Veeningen, Paardelanden, Pieperij, Rheebruggen, Ruinen, Ruinerweide, Ruinerwold, Schottershuizen, Schrapveen, Steenbergen, Struikberg, Ten Arlo, Veeningen, Vuile Riete, Weerwille, Wemmenhove, Witteveen và Zuidwolde.